# Биотехком-КНТУ
«Биотехком-КНТУ» (укр. Біотехком-КНТУ) — бейсбольный клуб, выступающий в чемпионате Украины. Команда была основана в 1994 году и базируется в городе Кропивницкий. Домашние игры проводит на стадионе «Диамант».
Многие члены команды являются студентами и преподавателями Центральноукраинского национального технического университета. Клуб является рекордсменом по количеству побед в чемпионате (25 раз) и Кубке Украины (23 раза). Команда неоднократно участвовала в самом престижном европейском бейсбольным турнире — Кубке Европы. «Биотехком» является базовой командой сборной Украины по бейсболу.

## Названия
- «Горн» (1994—2000)
- «Вита» (2001)
- «КГТУ» (2002—2003)
- «КНТУ» (2004—2009)
- «КНТУ-Елисаветград» (2010—2016)
- «Биотехком-КНТУ» (2017—н. в.)

## История

### Рождение бейсбола в Кировограде
После признания бейсбола олимпийским видом спорта коллегия Госкомспорта СССР в 1987 году решила развивать бейсбол в Советском Союзе. Была создана Федерация бейсбола СССР, начал разыгрываться национальный чемпионат. В Хмельницком бейсбол развивался в студенческой среде. Прежде всего в него играли студенты из Кубы и Никарагуа, где бейсбол достаточно популярен.
Бейсбольную секцию в училище гражданской авиации возглавил преподаватель физвоспитания и экс-вратарь футбольного клуба «Звезда» Юрий Колаковский. Колаковский при поддержке областного управления спорта начал организовывать бейсбольные команды во всех вузах города. Секцией на факультете физического воспитания педагогического института начал заведовать Валентин Рябухин, а аналогичная должность в институте сельскохозмашиностроения оставалась вакантной. Осенью 1989 года команда «Икар», составленная из студентов лётного училища и пединститута, выступала на Кубке УССР в Хмельницком. Колаковский предложил поехать на турнир преподавателю Юрию Жоржевичу Бойко из института сельскохозмашиностроения, который благодаря этому избежал поездки на обязательный сбор урожая в колхоз. После турнира, на котором кировоградцы заняли последнее пятое место, Бойко стал заведовать секцией бейсбола в институте сельскохозмашиностроения.
В сентябре 1990 года в Кировограде состоялся чемпионат Украины, где «Икар» занял последнее пятое место.
Бойко при формировании команды опирался на студентов, вернувшихся из армии. Одновременно с побором бейсболистов он учился игре у панамца Ариеля Родригеса. По просьбе Бойко в лаборатории кафедры станков изготовили четыре деревянные бейсбольные биты. Порядка 100 мячей тренер купил за собственные средства. Со временем к команде присоединились десятиклассники из 13-й школы Кировограда и студенты-первокурсники. Пятеро одноклассников — Павел Сидун, Александр Романенко, Сергей Бирюков, Виталий Майстренко и Дмитрий Нелипа, узнали об игре в пионерском лагере от студента факультета физвоза Сергея Лимаренко. Тренировки проходили на футбольном поле или в спортзале института. В зимнее время для игры в бейсбол студенты одевали полиэтиленовые пакеты, чтобы сохранить ноги сухими.
В 1991 году команда института сельскохозяйственного машиностроения выступала на универсиаде вузов Министерства сельскохозяйственного машиностроения в Хмельницком, где заняла второе место среди семи участников. После турнира бейсбольная секция получила поддержку руководства института, для которой в ленинградском кооперативе «АРС» было закуплено 12 перчаток-ловушек.
В сентябре 1991 года «Икар» принимал участие в розыгрыше Второй лиге СССР, проходившем в Москве, где кировоградцы заняли предпоследнее седьмое место. Кроме этого команда заняла последнее седьмое место в чемпионате Украины.
В 1992 году совместную команду возглавил Юрий Бойко. После распада СССР «Икар» стал выступать в Первой лиге Украины, где в 1992 году занял пятое место.
По предложению В. П. Лизогубенко из Коллегии Госкомспорта в начале 1992 года тренером бейсбольной секции кировоградской ДЮСШ стал Олег Николаевич Бойко, закончивший Киевский институт инженеров гражданской авиации и тренировавший юношескую сборную Украины во время турне по США.
В 1993 году кировоградская команда играла под названием «Гарт» в Высшей лиге.

### «Горн» и «Вита»
После выступления «Гарта» в чемпионате бейсболистам финансово стал помогать директор предприятия «Горн» Александр Васильевич Никулин, под брендом которого и продолжили выступать кировоградцы. На предприятии существовал спортивный клуб, которым заведовал Вячеслав Колодицкий, который и познакомил тренеров Олега и Юрия Бойко с Никулиным. В 1994 году «Горн» становится третьим в чемпионате и вторым в Кубке. Одновременно с этим команда дебютировала в еврокубках, приняв участие в Кубке CEB группы «Б», прошедшем в Чехии. «Горн» финиширует на итоговом четвёртом месте. Другая кировоградская команда «Колос» выступает в Первой лиге.
В 1995 году «Горн» добывает свою первую победу в чемпионате и кубке страны. В группе «Б» Кубка обладателей кубков в июне 1995 года «Горн» становится победителем. В 1996 году старшим тренером команды становится Олег Николаевич Бойко (возглавляющий параллельно сборную Украины).
С 1996 по 2000 год команда завоёвывает пять чемпионств и четыре кубка.
В 2001 году «Горн» Никулина прекращает финансировать команду и в течение сезона она выступает под названием «СДЮШОР-Вита».

### Сотрудничество с техуниверситетом

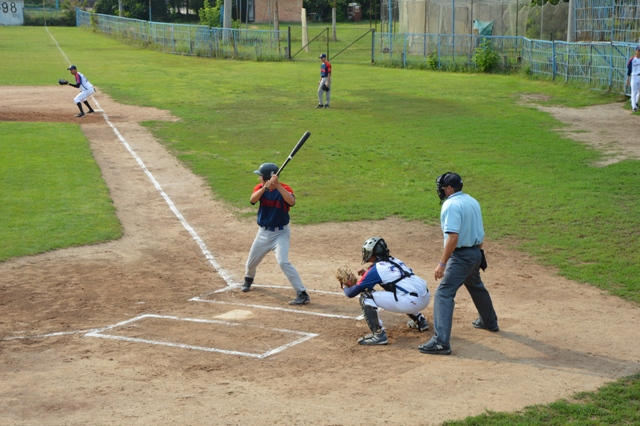
Матч между «КНТУ-Елизаветград» и «СДЮШОР-Диамант», 2016 год

В сезоне 2002 года команду спасает Кировоградский государственный технический университет (до 1998 года — институт сельскохозяйственного машиностроения), под аббревиатурой которого и будет играть бейсболисты. Главным тренером тогда же становится Юрий Бойко, доцент кафедры физического воспитания. Как «КГТУ» команда дважды завоёвывает чемпионство и один раз выигрывает кубок.
В 2004 году университет получает статус «национального» и бейсбольная команда именуется как «КНТУ». Под этим названием бейсболисты четырежды становятся чемпионами и трижды обладателями Кубка Украины. В 2010 году к аббревиатуре университета добавляется «Елисаветград» (название города до 1924 года). В 2013 году команда одержала победу в плей-офф Кубка Европы и впервые за 14 лет получила право выступать в самом престижном еврокубковом турнире. В 2014 году команда заняла последнее место в Кубке Европы, а в 2015 году команда вылетела из турнира. На протяжении восьми сезонов «КНТУ-Елисаветград» становится победителем всех розыгрышей чемпионата и семь раз завоёвывает Кубок страны.
С 2017 года команда выступает как «Биотехком-КНТУ». Под этим названием команда добилась четырёх побед в чемпионате и Кубке Украины.

## Молодёжная команда
Поскольку кировоградская ДЮСШ выпускала значительное количество бейсболистов в 1999 году был создан фарм-клуб «Горна» — «Техуниверситет», где играли студенты первого и второго курса КГТУ. Команда была заявлена для участия в высшем дивизионе Украины, где в сезоне 1999 года заняла второе место и дошла до финала Кубка Украины. В 2000 году «Техуниверситет» завоевал Кубок Украины, одолев киевскую «Атму». Фарм-клуб, вслед за основной командой, неоднократно менял название — «Диамант» (2002—2008), «СДЮШОР-Диамант» (2009—2016), «Биотехком-СДЮШОР» (с 2017 года).
Кроме победы в Кубке в 2000 году, молодёжная команда восемь раз доходила до финала турнира (1999, 2002, 2011, 2015, 2016, 2017, 2018 и 2019). Пять раз фарм-клуб становился серебряным (1999, 2015, 2016, 2018 и 2020) и восемь раз бронзовым (2000, 2004, 2005, 2009, 2010, 2014, 2017, 2019) призёром чемпионата.

## Стадион

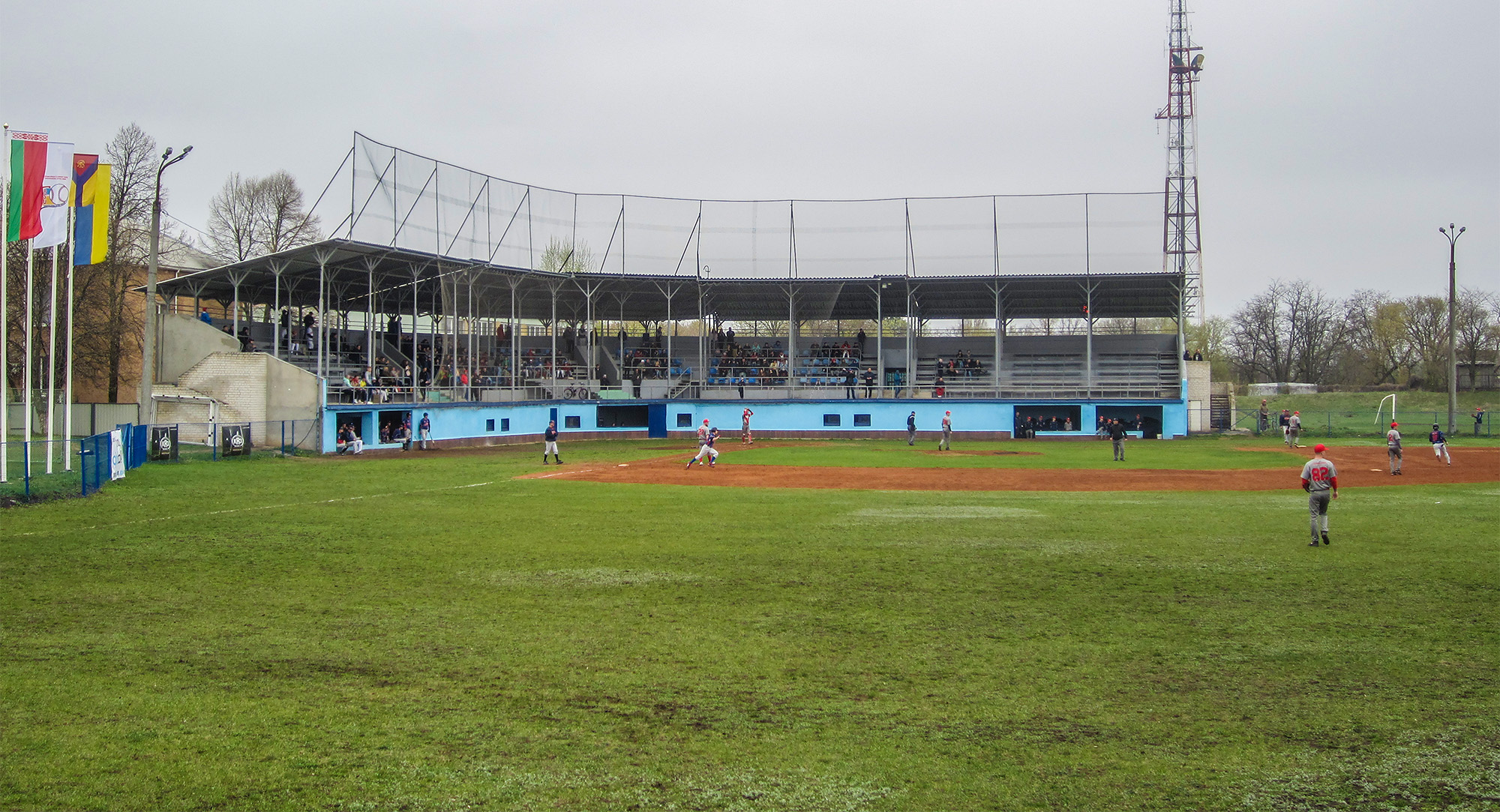
Стадион «Диамант»

Стадион «Диамант» построен в 1995 году на месте двух футбольный полей. Вместимость стадиона — 400 человек.
Перед началом чемпионата Европы по бейсболу (дивизион «С») 2018 года, который прошёл на стадионе «Диамант», к сооружению не были подведены инженерные коммуникации. Областное управление капитального строительства разработало проект ремонта стадиона стоимостью в 14 миллионов гривен.

## Известные игроки
- Руслан Дейкун — 20-кратный чемпион Украины[34]
- Дмитрий Нелипа — 19-кратный чемпион Украины[34]
- Павел Сивиринчук — 18-кратный чемпион Украины[34]
- Константин Бойко — лучший отбивающий Кубка Европы 2015[35]

## Достижения
Чемпионат Украины по бейсболу
- Золото (25): 1995, 1996, 1997, 1998, 1999, 2000, 2001, 2002, 2003, 2005, 2006, 2007, 2008, 2009, 2010, 2011, 2012, 2013, 2014, 2015, 2016, 2017, 2018, 2019, 2020
- Серебро: 2004
- Бронза: 1994

Кубок Украины по бейсболу
- Золото (23): 1995, 1996, 1997, 1998, 1999, 2000, 2001, 2002, 2003, 2006, 2007, 2008, 2009, 2010, 2011, 2013, 2014, 2015, 2016, 2017, 2018, 2019, 2020
- Серебро (4): 1994, 2004, 2005, 2012

Кубок Колодицкого
- Золото (10): 2005, 2006, 2007, 2008, 2009, 2011, 2013, 2017, 2018, 2019
- Бронза: 2010

## Статистика

### Украина
| Сезон | Дивизион                        | Раунд            | Место в чемпионате | И  | В  | П  | ОН  | ОП  | О  | Кубок Украины | Прим.                |
| ----- | ------------------------------- | ---------------- | ------------------ | -- | -- | -- | --- | --- | -- | ------------- | -------------------- |
| 1994  | Чемпионат Украины (Высшая лига) | Первый этап      | 4 из 8             | 7  | 4  | 3  | 85  | 73  | 11 | Финалист      | [ 36 ]               |
| 1994  | Чемпионат Украины (Высшая лига) | Финальный этап   | 3 из 4             | 24 | 7  | 17 | 150 | 270 | 31 | Финалист      | [ 36 ]               |
| 1995  | Чемпионат Украины (Высшая лига) | -                | 1 из 5             | 15 | 12 | 3  | 107 | 50  | 27 | Победитель    | [ 37 ] [ 38 ]        |
| 1996  | Чемпионат Украины (Высшая лига) | Первый этап      | 1 из 9             | 16 | 15 | 1  | 256 | 65  | 31 | Победитель    | [ 39 ] [ 40 ]        |
| 1996  | Чемпионат Украины (Высшая лига) | Второй этап      | 1 из 6             | 15 | 13 | 2  | 160 | 54  | 28 | Победитель    | [ 39 ] [ 40 ]        |
| 1997  | Чемпионат Украины (Высшая лига) | -                | 1 из 6             | 20 | 16 | 4  | 202 | 87  | 36 | Победитель    | [ 41 ] [ 42 ] [ 43 ] |
| 1998  | Чемпионат Украины (Высшая лига) | -                | 1 из 8             | 28 | 28 | 0  | 409 | 53  | 56 | Победитель    | [ 44 ] [ 45 ]        |
| 1999  | Чемпионат Украины (Высшая лига) | -                | 1 из 7             | 36 | 32 | 4  | 361 | 86  | 68 | Победитель    | [ 27 ] [ 28 ]        |
| 2000  | Чемпионат Украины (Высшая лига) | Зональный турнир | 1 из 4             |    |    |    |     |     |    | Полуфинал     | [ 46 ] [ 29 ]        |
| 2000  | Чемпионат Украины (Высшая лига) | Финальный этап   | 1 из 6             | 20 | 20 | 0  | 271 | 40  | 40 | Полуфинал     | [ 46 ] [ 29 ]        |
| 2001  | Чемпионат Украины (Высшая лига) | -                | 1 из 5             | 20 | 20 | 0  | 259 | 61  | 40 | Победитель    | [ 47 ] [ 48 ]        |
| 2002  | Чемпионат Украины (Высшая лига) | -                | 1 из 6             | 30 | 28 | 2  | 370 | 90  |    | Победитель    | [ 49 ] [ 50 ]        |
| 2003  | Чемпионат Украины (Высшая лига) | -                | 1 из 6             | 30 | 26 | 4  | 316 | 127 | 56 | Победитель    | [ 51 ] [ 52 ]        |
| 2004  | Чемпионат Украины (Высшая лига) | -                | 2 из 6             | 30 | 26 | 4  | 427 | 73  |    | Финалист      | [ 53 ] [ 54 ]        |
| 2005  | Чемпионат Украины (Высшая лига) | -                | 1 из 6             | 30 | 28 | 2  | 398 | 80  | 58 | Финалист      | [ 55 ] [ 56 ]        |
| 2006  | Чемпионат Украины (Высшая лига) | -                | 1 из 6             | 30 | 30 | 0  | 436 | 61  | 60 | Победитель    | [ 57 ] [ 58 ]        |
| 2007  | Чемпионат Украины (Высшая лига) | -                | 1 из 6             | 30 | 27 | 3  | 544 | 97  | 57 | Победитель    | [ 59 ] [ 60 ]        |
| 2008  | Чемпионат Украины (Высшая лига) | -                | 1 из 6             | 15 | 15 | 0  | 227 | 36  | 30 | Победитель    | [ 61 ]               |
| 2009  | Чемпионат Украины (Высшая лига) | -                | 1 из 4             | 36 | 32 | 4  | 362 | 108 | 68 | Победитель    | [ 62 ] [ 63 ]        |
| 2010  | Чемпионат Украины (Высшая лига) | -                | 1 из 4             | 36 | 32 | 4  | 444 | 109 | 68 | Победитель    | [ 64 ] [ 65 ]        |
| 2011  | Чемпионат Украины (Высшая лига) | -                | 1 из 4             | 36 | 28 | 8  | 297 | 142 | 64 | Победитель    | [ 66 ] [ 67 ]        |
| 2012  | Чемпионат Украины (Высшая лига) | -                | 1 из 4             | 36 | 29 | 7  | 400 | 114 | 65 | Финалист      | [ 68 ] [ 69 ]        |
| 2013  | Чемпионат Украины (Высшая лига) | -                | 1 из 4             | 33 | 31 | 2  | 457 | 98  | 64 | Победитель    | [ 70 ] [ 71 ]        |
| 2014  | Чемпионат Украины (Высшая лига) | -                | 1 из 4             | 18 | 18 | 0  | 240 | 23  | 36 | Победитель    | [ 72 ] [ 73 ]        |
| 2015  | Чемпионат Украины (Высшая лига) | -                | 1 из 4             | 18 | 18 | 0  | 239 | 34  | 36 | Победитель    | [ 74 ] [ 75 ]        |
| 2016  | Чемпионат Украины (Высшая лига) | -                | 1 из 4             | 18 | 18 | 0  | 245 | 20  | 36 | Победитель    | [ 76 ] [ 77 ]        |
| 2017  | Чемпионат Украины (Высшая лига) | -                | 1 из 4             | 18 | 17 | 1  | 215 | 33  | 35 | Победитель    | [ 78 ] [ 79 ]        |
| 2018  | Чемпионат Украины (Высшая лига) | -                | 1 из 4             | 24 | 23 | 1  | 314 | 49  | 47 | Победитель    | [ 80 ] [ 81 ]        |
| 2019  | Чемпионат Украины (Высшая лига) | -                | 1 из 4             | 18 | 17 | 1  | 274 | 45  | 35 | Победитель    | [ 82 ]               |
| 2020  | Чемпионат Украины (Высшая лига) | -                | 1 из 5             | 24 | 24 | 0  | 409 | 43  | 48 | Победитель    | [ 83 ] [ 84 ]        |

### Еврокубки
| Сезон | Турнир                                   | Место в турнире | И | В | П | ОН | ОП | О | Прим.   |
| ----- | ---------------------------------------- | --------------- | - | - | - | -- | -- | - | ------- |
| 1994  | C.E.B. Cup — Pool B                      | 4 из 7          |   |   |   |    |    |   | [ 85 ]  |
| 1995  | CUP WINNERS CUP — POOL B                 | 1 из 5          |   |   |   |    |    |   | [ 86 ]  |
| 1996  | ?                                        |                 |   |   |   |    |    |   |         |
| 1997  | European Cup                             | 8 из 8          |   |   |   |    |    |   | [ 43 ]  |
| 1998  | C.E.B. Cup — Pool A                      | 8 из 8          |   |   |   |    |    |   | [ 87 ]  |
| 1999  | ?                                        |                 |   |   |   |    |    |   |         |
| 2000  | ?                                        |                 |   |   |   |    |    |   |         |
| 2001  | ?                                        |                 |   |   |   |    |    |   |         |
| 2002  | ?                                        |                 |   |   |   |    |    |   |         |
| 2003  | ?                                        |                 |   |   |   |    |    |   |         |
| 2004  | ?                                        |                 |   |   |   |    |    |   |         |
| 2005  | ?                                        |                 |   |   |   |    |    |   |         |
| 2006  | ?                                        |                 |   |   |   |    |    |   |         |
| 2007  | ?                                        |                 |   |   |   |    |    |   |         |
| 2008  | Qualifier European Cup — Pool 4          | 1 из 6          |   |   |   |    |    |   | [ 88 ]  |
| 2008  | Play-off European Cup                    | 2 из 3          |   |   |   |    |    |   | [ 89 ]  |
| 2009  | Qualifier European Cup — Pool 2          | 1 из 6          |   |   |   |    |    |   | [ 90 ]  |
| 2010  | Qualifier European Cup                   | 3 из 6          |   |   |   |    |    |   | [ 91 ]  |
| 2011  | Qualifier European Cup                   | 2 из 6          |   |   |   |    |    |   | [ 92 ]  |
| 2012  | Qualifier European Cup                   | 1 из 6          |   |   |   |    |    |   | [ 93 ]  |
| 2012  | Play-Off European Cup Relegation         | 2 из 3          |   |   |   |    |    |   | [ 94 ]  |
| 2013  | Qualifier for European Cup               | 1 из 6          |   |   |   |    |    |   | [ 95 ]  |
| 2013  | Play-Off European Cup Relegation         | 1 из 3          |   |   |   |    |    |   | [ 96 ]  |
| 2014  | European Cup A — Qualifier Champions Cup | 6 из 6          |   |   |   |    |    |   | [ 97 ]  |
| 2014  | Play-Off European Cup Relegation         | 1 из 2          |   |   |   |    |    |   | [ 98 ]  |
| 2015  | Qualifier for European Cup               | 4 из 6          |   |   |   |    |    |   | [ 99 ]  |
| 2016  | C.E.B. Cup                               | 5 из 8          |   |   |   |    |    |   | [ 100 ] |
| 2017  | C.E.B. Cup                               | 5 из 8          |   |   |   |    |    |   | [ 101 ] |
| 2018  | C.E.B. Cup                               | 7 из 8          |   |   |   |    |    |   | [ 102 ] |
| 2019  | C.E.B. Cup                               | 6 из 8          |   |   |   |    |    |   | [ 103 ] |